# Vičanci
Vičanci este o localitate din comuna Ormož, Slovenia, cu o populație de 241 de locuitori.